# Große Moschee von Diyarbakır

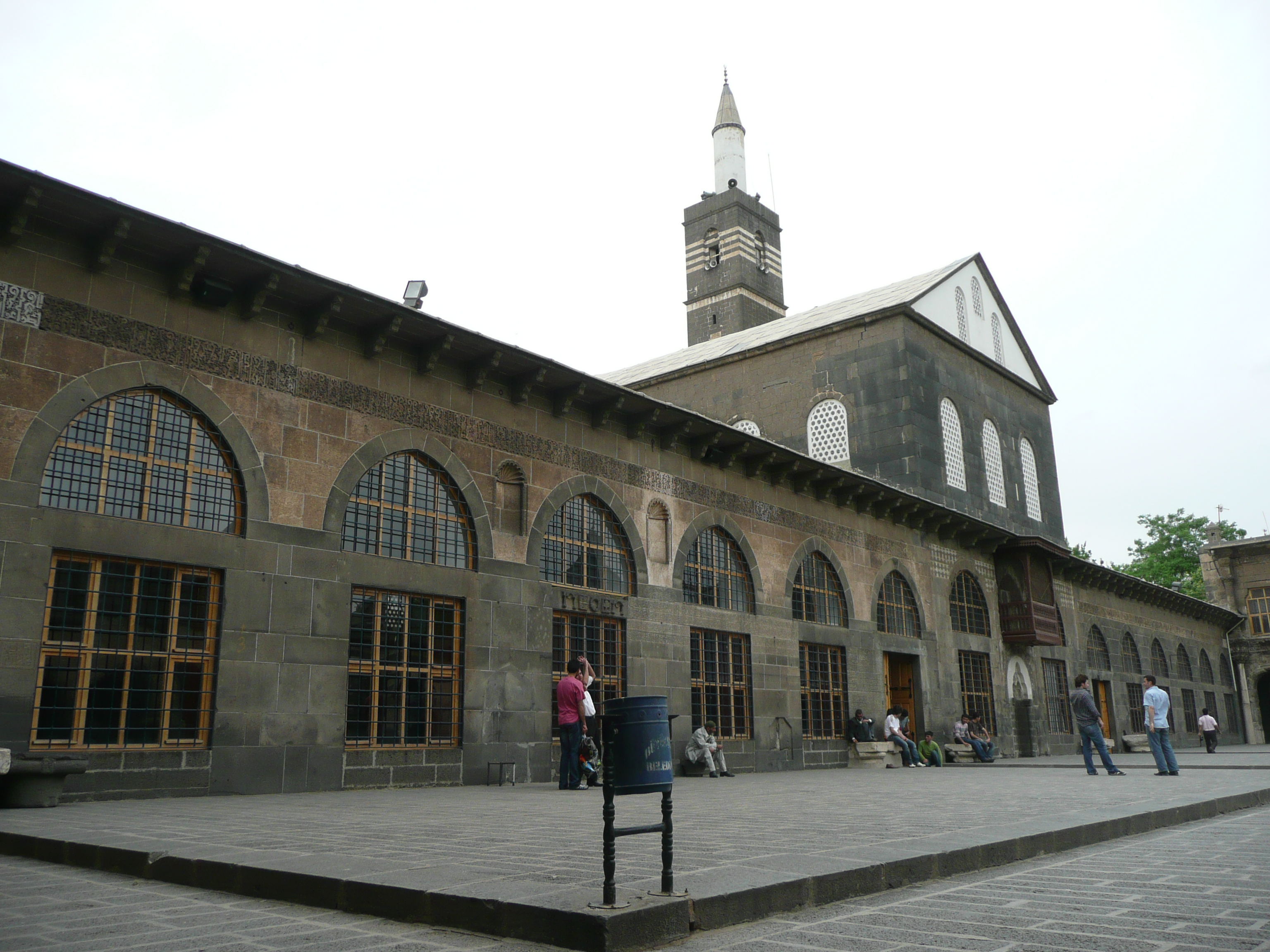
Große Moschee von Diyarbakır, südliche Außenfassade

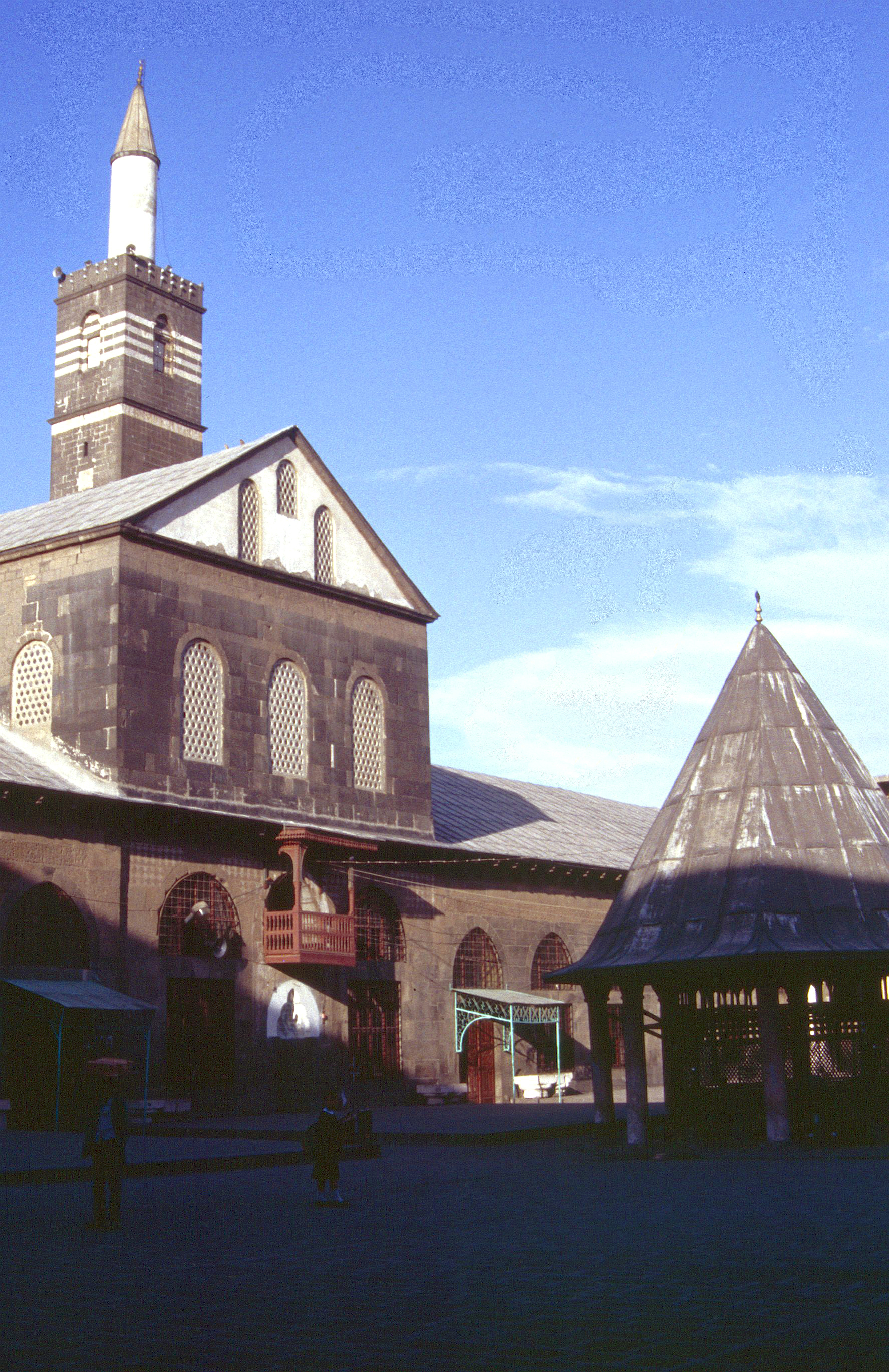
Innenhof

Die Große Moschee von Diyarbakır (türkisch Diyarbakır Ulu Camii) in Diyarbakır, Türkei, ist die Freitagsmoschee der südostanatolischen Stadt und ein bedeutender Sakralbau der seldschukischen Architektur. Sie ist eine der ältesten Moscheen in Mesopotamien.

## Baugeschichte
Diyarbakır war im Zug der Islamischen Expansion schon 639 von Arabern erobert worden, die die christliche St.-Thomas-Kirche in eine Moschee umwandelten. Noch im Jahr 770 ist eine gemeinsame Nutzung des Gebäudes durch Christen und Muslime belegt. 1091 wies Sultan Malik Schah den örtlichen Gouverneur Maidud Dawla an, an dieser Stelle eine neue Moschee zu errichten. In ihrem heutigen Bauzustand wurde die Moschee 1091 durch den Seldschukensultan Malik Schah errichtet. Die Baugestaltung zeigt Ähnlichkeiten mit der Umayyadenmoschee in Damaskus.
1092 war der Bau vollendet. Einige Jahre vorher hatte Malik Schah auch den Wiederaufbau der Kuppel der Umayyadenmoschee in Damaskus veranlasst. Wahrscheinlich sind Einflüsse der syrischen Architektur auf diese Weise nach Südostanatolien gelangt. Die Westfassade wurde nach ihrer Zerstörung durch Erdbeben und Feuer 1115 zwischen 1117 und 1125 durch Atabeg Inaloğlu Abu Mansur Ilaldi wieder hergestellt.

## Architektur
Der aus lokalem schwarzen Basaltstein errichtete Moscheekomplex ist um einen 63 × 30 m messenden Innenhof angelegt. Auf dessen Ost-, Süd- und Westseite befinden sich zweistöckige Kolonnadenreihen, die Kolonnaden auf der Nordseite sind nur einstöckig. Die Westfassade weist als Baudekoration römische Spolien eines römischen Theaters auf. Als Architekt war Hibat Allah al-Dschurdschānī (al-Ğurğānī) verantwortlich für den Wiederaufbau; er hatte auch das quadratische Minarett über der Qiblawand errichtet. Zwei Medresen, die Mesudiye Medresesi (1193) und, ohne Verbindung zum Innenhof, die Zinciriye Medresesi (1189) gehören zum Baukomplex. Im Zentrum des Hofes befindet sich ein Şadırvan aus osmanischer Zeit (1849). Bauinschriften in arabischer Kalligrafie dokumentieren die Veränderungen der Baugeschichte. In der Westarkade des Hofes findet sich eines der ersten Beispiele für einen unterbrochenen Bogen. Im Eingangsportal zur Gebetshalle befinden sich Reliefs, die zwei Löwen zeigen, die zwei Stiere angreifen. Die dreischiffige Gebetshalle selbst erstreckt sich über die gesamte Breite der Südfassade und des Innenhofes; sie ist etwa zweimal so breit wie tief. Das Dach der Haupthalle besteht aus Holzbalken, die von Reihen rechteckiger, steinerner Pfeiler gestützt werden. Die Gebetshalle selbst wirkt wie eine einfachere Version der Halle der Umayyadenmoschee, mit den gleichen Giebeldächern und einem Längsschiff (Transept), jedoch ohne Kuppel. Vom Hof (Sahn) ist die Halle durch eine hohe Mauer mit sechzehn reich geschmückten Portalen getrennt.
Eine Moschee vergleichbaren Bautyps ist die 1152–1157 errichtete Moschee von Silvan nahe Diyarbakır. Bei diesem Bau ist die Gebetshalle vollständig von einer Mauer umgeben und besitzt eine Kuppel. Ein Hof scheint nicht vorhanden gewesen zu sein, doch ähnlich wie in der Großen Moschee von Diyarbakır erstreckt sich ein Portikus über die gesamte Breite der Halle. In einer Achse mit der inneren Mihrabnische weist die Fassade des Portikus ebenfalls eine äußere Mihrabnische auf.

## Galerie

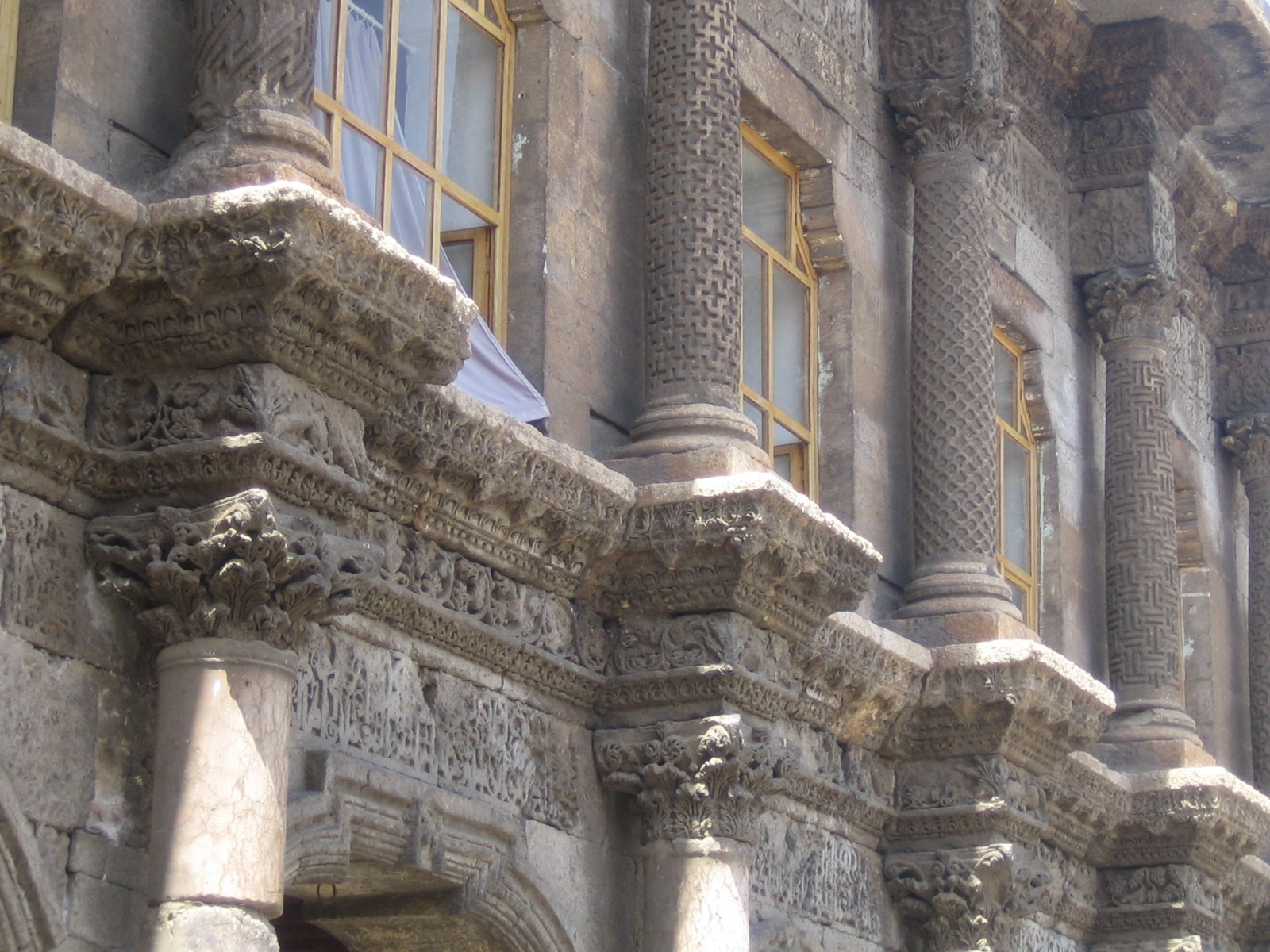
Detailaufnahme der Fassade des Innenhofs
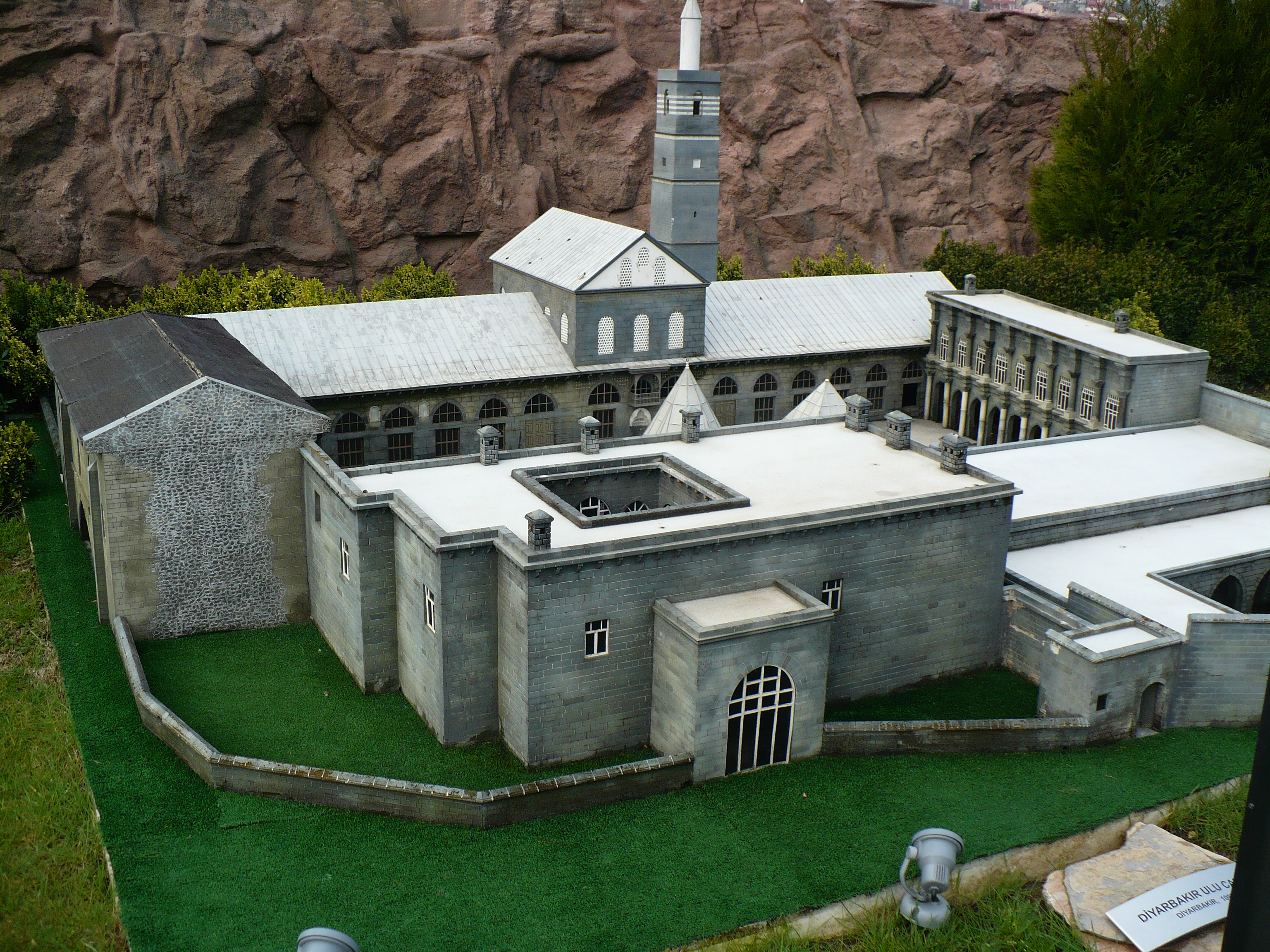
Modell der Diyarbakır Ulu Cami in der Miniatürk
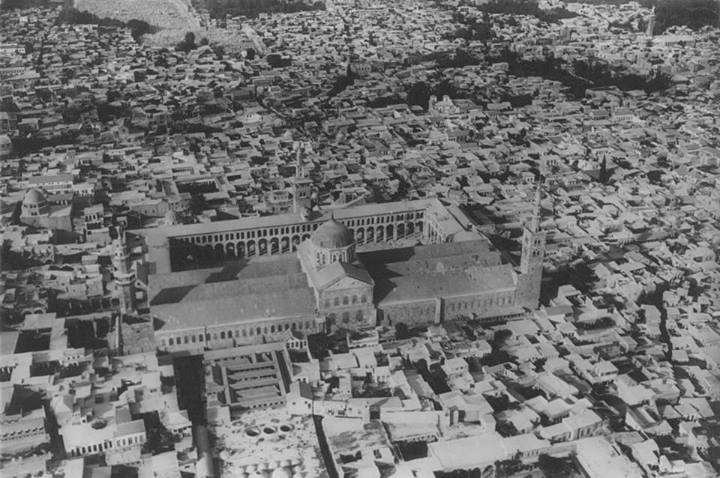
Umayyadenmoschee, Damaskus